# Jack Matlock

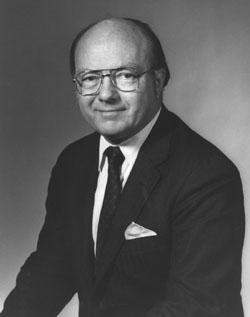
Jack Matlock

Jack Foust Matlock jr. (* 1. Oktober 1929 in Greensboro, North Carolina) ist ein amerikanischer Diplomat und Historiker. Er war Ronald Reagans Botschafter der Vereinigten Staaten in der Tschechoslowakei von 1981 bis 1983 sowie von 1987 bis 1991 in der Sowjetunion.

## Leben
Matlock studierte an der Duke University, wo die Lektüre von Dostojewski sein Interesse an russischer Kultur weckte. Nach einem Abschluss an der Columbia University und einer Tätigkeit als Russisch-Lehrer am Dartmouth College trat Matlock 1956 in den auswärtigen Dienst ein. Seine erste Verwendung war ab 1961 die Botschaft in Moskau; anschließend diente er in Afrika.
1974 kehrte er als Gesandter zurück nach Moskau, und 1981 als Chargé d’affaires. Präsident Ronald Reagan ernannte Matlock zum Botschafter für die Tschechoslowakei und berief ihn 1983 in den National Security Council, um eine Verhandlungsstrategie zur Beendigung des Wettrüstens zu entwickeln. Unter Gorbatschow wurden die Verhandlungen und Gipfeltreffen (Genfer Gipfelkonferenz (1985) und Gipfeltreffen in Reykjavík (1986)) wiederaufgenommen, und Matlock wurde 1987 zum Botschafter in Moskau ernannt. 1991 trat er in den Ruhestand.

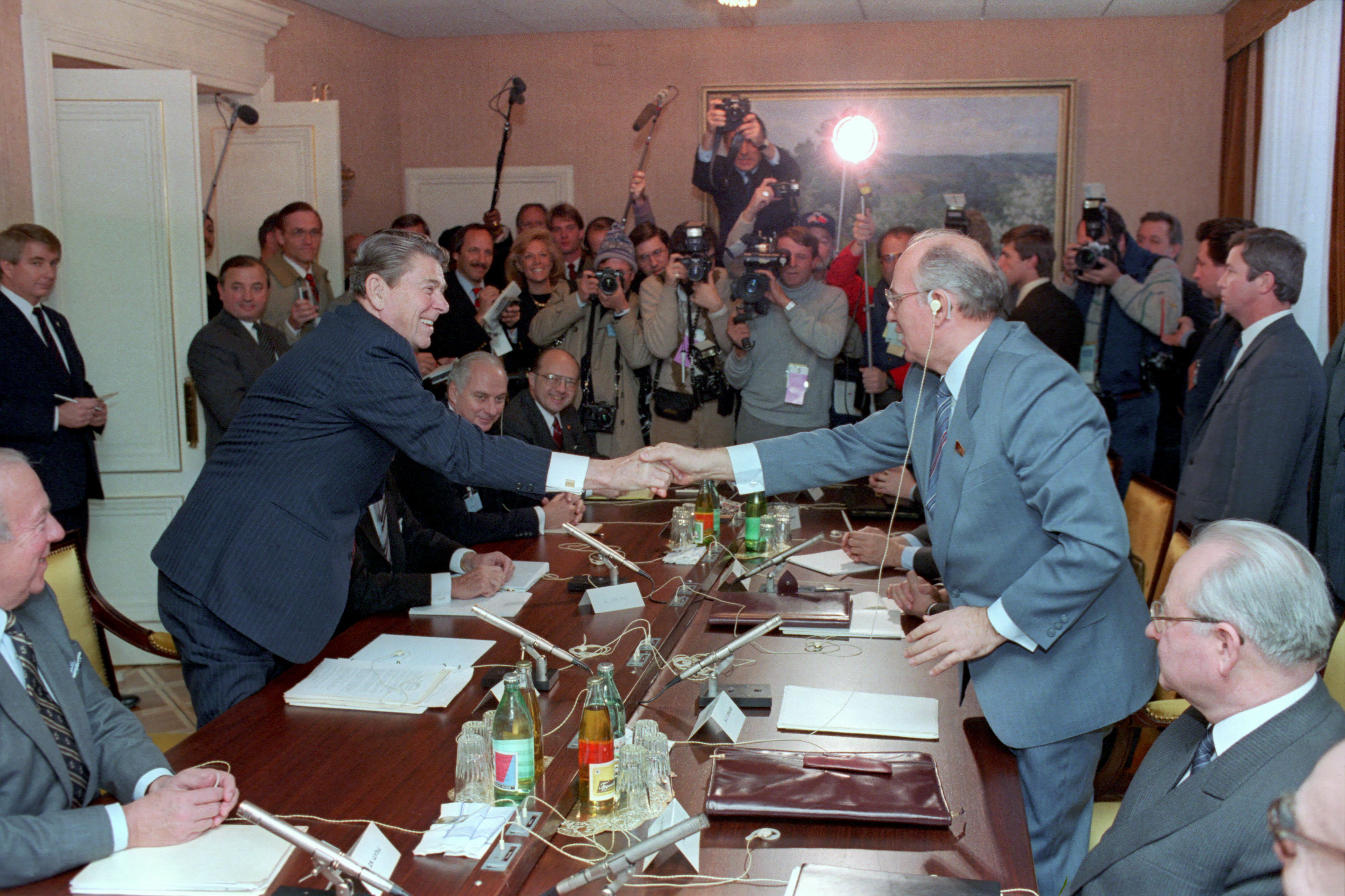
Reagan und Gorbatschow beim Genfer Gipfelkonferenz (1985) – Matlock am Ende des Tisches.

Nach seinem Ausscheiden aus dem diplomatischen Dienst veröffentlichte Matlock Autopsy on an Empire über das Ende der Sowjetunion, gefolgt von seiner Beschreibung des Endes des Kalten Krieges, Reagan and Gorbachev: How the Cold War Ended. Matlock wurde ins Institute for Advanced Study aufgenommen und lehrte Diplomatie an mehreren Hochschulen in Neuengland. 1998 wurde er in die American Philosophical Society aufgenommen. Mit seiner Frau Rebecca lebt er in Princeton.

## Kritik an der Außenpolitik der USA
Nach seiner Verabschiedung aus Regierungsämtern äußerte Matlock gelegentlich mit anderen Fachleuten Kritik an der Außenpolitik der USA. Am 26. Juni 1997 gehörte er zu den Unterzeichnern eines Offenen Briefs an Bill Clinton, in dem die Pläne für die Osterweiterung der NATO kritisiert wurden. Der Brief führte als Gründe an, dass durch die NATO-Osterweiterung Europa erneut geteilt würde und die Demokratisierung und Öffnung Russlands geschwächt würden. Eine Begründung, die er bei der Stellungnahme vor dem Senate Foreign Relations Committee abgab, war die Befürchtung, dass die NATO-Erweiterung zu Rückschlägen in der nuklearen Abrüstung führen und so das Risiko terroristischer Anschläge mit Hilfe von Nuklearwaffen vergrößern würde.
In einem Interview mit der taz vom 9. September 2014 äußerte Matlock, es sei „ein Fehler [gewesen], die NATO in den Osten auszudehnen – und die Art und Weise, wie das geschehen ist. Wir dürfen nicht vergessen, dass das Ende des Kalten Kriegs kein westlicher Sieg war.“ Er bezog sich hauptsächlich auf die Erweiterung auf Länder wie Bulgarien und Rumänien, für die kein Sicherheitsinteresse wie für die baltischen Staaten oder Polen ausschlaggebend gewesen sei. Matlock hielt die Politik Putins im Ukraine-Konflikt nach dem Umsturz der Regierung in Kiew für eine klar vorhersehbare und aus den Sicherheitsinteressen Russlands heraus verständliche Reaktion auf eine Folge von Provokationen des Westens, die im umgekehrten Falle einer Bedrohung der USA etwa durch China eine spiegelbildliche Reaktion der USA  auslösen würde.

„2008 entschied die Nato, die Ukraine auf eine Spur zur Mitgliedschaft zu setzen. Ein in seinem Inneren tief gespaltenes Land, direkt vor Russlands Türe. Das alles waren sehr dumme Schachzüge des Westens. Heute haben wir die Reaktion darauf.“

Am 16. Mai 2023 gehörte er zu den Unterzeichnern des Offenen Briefs von 15 US-Militärbeamten und Sicherheitsexperten mit dem Titel „Die USA sollten eine Kraft für den Frieden in der Welt sein“, das als ganzseitige Anzeige in der New York Times erschien. Darin wird die Biden-Regierung nachdrücklich aufgefordert, sich auf die Suche nach einer Verhandlungslösung des Russland-Ukraine-Krieges zu konzentrieren, um es „schnell“ zu beenden. Sie nannten den Krieg eine „absolute Katastrophe“, wobei die Rolle der USA bei der NATO-Erweiterung, die von aufeinanderfolgenden US-Regierungen ignorierten Warnungen und die eskalierenden Spannungen  letztendlich zum Krieg geführt hätten. Die Unterzeichner schrieben, der Konflikt werde „unser Verhängnis“ sein, wenn wir uns nicht „der Ausarbeitung einer diplomatischen Lösung widmen, die dem Töten ein Ende setzt“.